# توبي سيباستيان
توبي سيباستيان (بالإنجليزية: Toby Sebastian)‏ هو موسيقي وممثل ، ولد في 26 فبراير 1992 في المملكة المتحدة. بدأ مشواره المهني سنة 2012.

## أعمال

### مسلسلات
- صراع العروش

## وصلات خارجية
- توبي سيباستيان على موقع IMDb (الإنجليزية)
- توبي سيباستيان على موقع ألو سيني (الفرنسية)
- توبي سيباستيان على موقع أول موفي (الإنجليزية)
- توبي سيباستيان على موقع قاعدة بيانات الفيلم (الإنجليزية)
- توبي سيباستيان على موقع كينوبويسك (الروسية)